# Willo Flood
William Robert „Willo“ Flood (* 10. April 1985 in Dublin) ist ein irischer Fußballspieler, der beim indonesischen Erstligisten Bali United unter Vertrag steht.

## Karriere

### England
Flood startete seine Karriere bei Manchester City; 2002 schaffte er es in den Kader der ersten Mannschaft. Da ihm jedoch der endgültige Durchbruch nicht gelang, wurde er zunächst an den AFC Rochdale und dann an Coventry City verliehen. Flood kam bei beiden Vereinen zu einigen Einsätzen. Zu Beginn der Saison 2006/07 wurde Flood von Cardiff City verpflichtet; dort kam er auf 25 Einsätze und zu einem Torerfolg.

### Schottland
Flood wurde für die gesamte Spielzeit 2007/08 an den schottischen Erstligisten Dundee United verliehen. Flood etablierte sich beim schottischen Verein als Stammspieler; er erklärte öffentlich, auch nach Ende der Leihe bei Dundee bleiben zu wollen. Die beiden Vereine einigten sich auf eine Verlängerung der Leihdauer. Im Januar 2009 wurde Flood von Celtic Glasgow verpflichtet. Dundee United war zwar weiterhin an den Diensten des Iren interessiert – der für den Verein 56 Ligaspiele absolvierte –, aber Celtic hatte bereits eine Einigung mit Cardiff City erzielt. Flood debütierte am 15. Februar 2009 im Old Firm gegen die Glasgow Rangers; dort kämpfte der rechte Mittelfeldspieler um einen Platz in der Stammelf, wurde allerdings im Januar 2010 an den FC Middlesbrough abgegeben. Dort kam er in der restlichen Saison 2009/10 auf elf Einsätze (937 Spielminuten) und erzielte ein Tor.